# بامپتون، دون
بامپتون، دون (به انگلیسی: Bampton, Devon) یک منطقهٔ مسکونی در بریتانیا است که در مید دون واقع شده‌است. بامپتون ۱٬۲۶۰ نفر جمعیت دارد.

## خواهرخوانده
شهر ویلیرز بوکیج خواهرخواندهٔ بامپتون، دون هست.